# 新井望友
新井 望友（あらい みゆう、1998年2月15日 - ）は、元ラグビーユニオン選手。

## プロフィール
- ジュニア・ジャパンに選ばれたことがある[1]。
- U20日本代表に選ばれたことがある[2]。

## 略歴
深谷高校では主将を務め、高校日本代表に選ばれた。
2016年、東海大学に進む。
2020年、NECグリーンロケッツ（現・NECグリーンロケッツ東葛）に加入。
2022年1月8日に行われたJAPAN RUGBY LEAGUE ONE第1節横浜キヤノンイーグルス戦にて途中出場で公式戦初出場を果たした。
2025年5月、NECグリーンロケッツ東葛を退団し、現役引退した。